# Fredersdorf (Bad Belzig)

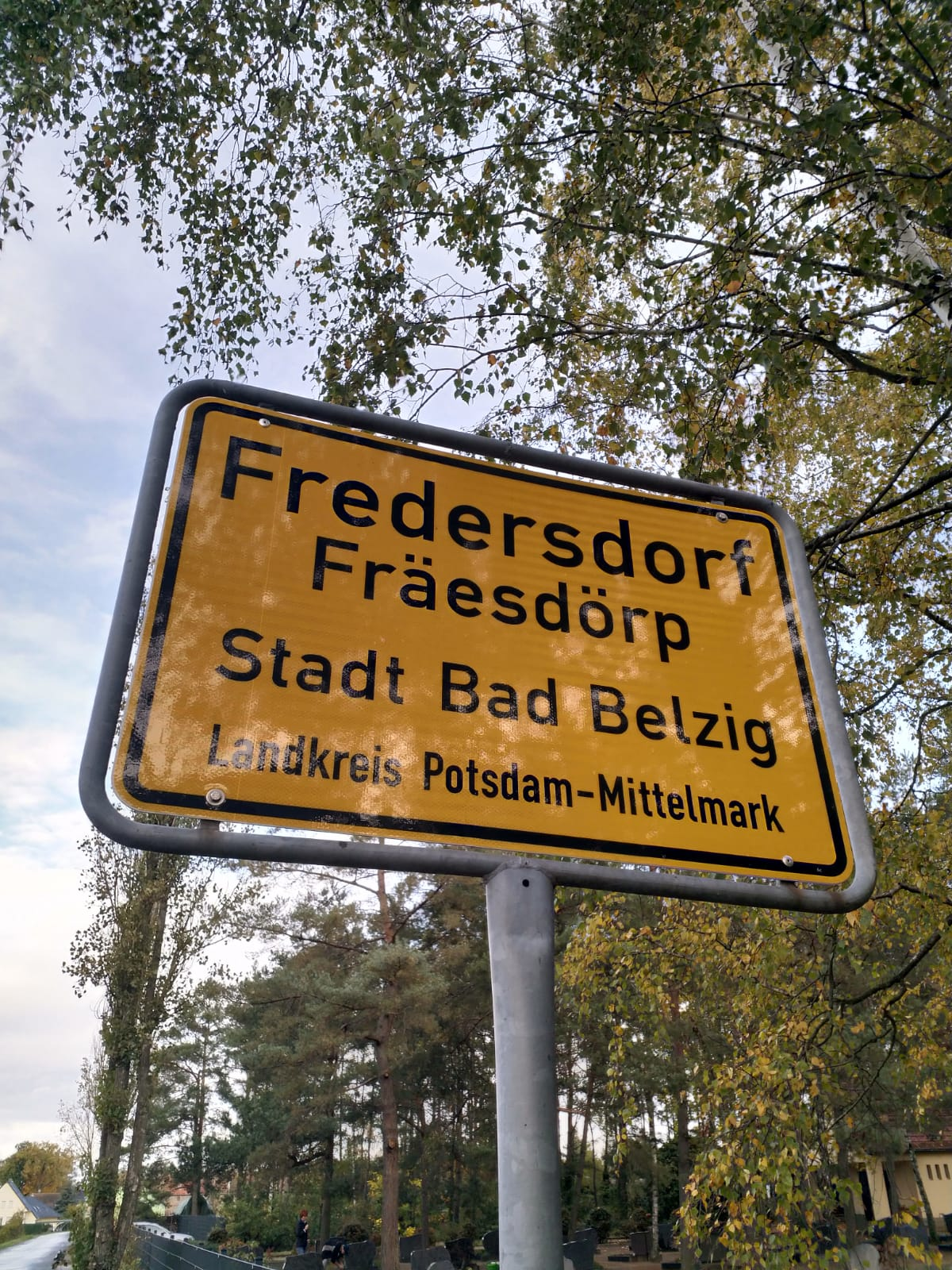
Zweisprachiges Ortseingangsschild von Fredersdorf / Fräesdörp auf Hochdeutsch und Flämingplatt.

Das Straßenangerdorf Fredersdorf oder Fräesdörp (niederdeutsch) ist ein Ortsteil der Kreisstadt Bad Belzig im Brandenburger Landkreis Potsdam-Mittelmark und liegt im Naturpark Hoher Fläming.
Der Ort mit 359 Einwohnern (Stand 13. November 2023) verfügt über ein mittelalterliches Herrenhaus, eine Feldsteinkirche aus dem 13. Jahrhundert und eine funktionsfähige historische Wassermühle. Interessant ist der Ort ferner durch seine vorgeschobene Lage im Baruther Urstromtal am Rand des Naturschutzgebietes Belziger Landschaftswiesen.
Fredersdorf ist Mitglied der Arbeitsgemeinschaft „Historische Dorfkerne im Land Brandenburg“.

## Geografie
Fredersdorf nimmt hinsichtlich seiner naturräumlichen Lage eine Sonderstellung ein, da es als einziges der westlichen Randdörfer der ansonsten siedlungsfreien Landschaftswiesen ein Stück weit im Urstromtal liegt. Zwar macht die Entfernung zum Fläminghang und zum Nachbardorf Schwanebeck, mit dem allein Fredersdorf direkt verbunden ist, nur rund einen Kilometer aus, dennoch vermittelt das Dorf eine besonders gute Vorstellung von der biotopspezifischen Flora und Fauna des in Brandenburg seltenen Durchströmungsmoores mit seinem Netz naturnaher Bäche.

## Geschichte

### Vom slawischen Ringwall zu Vrederikestorp

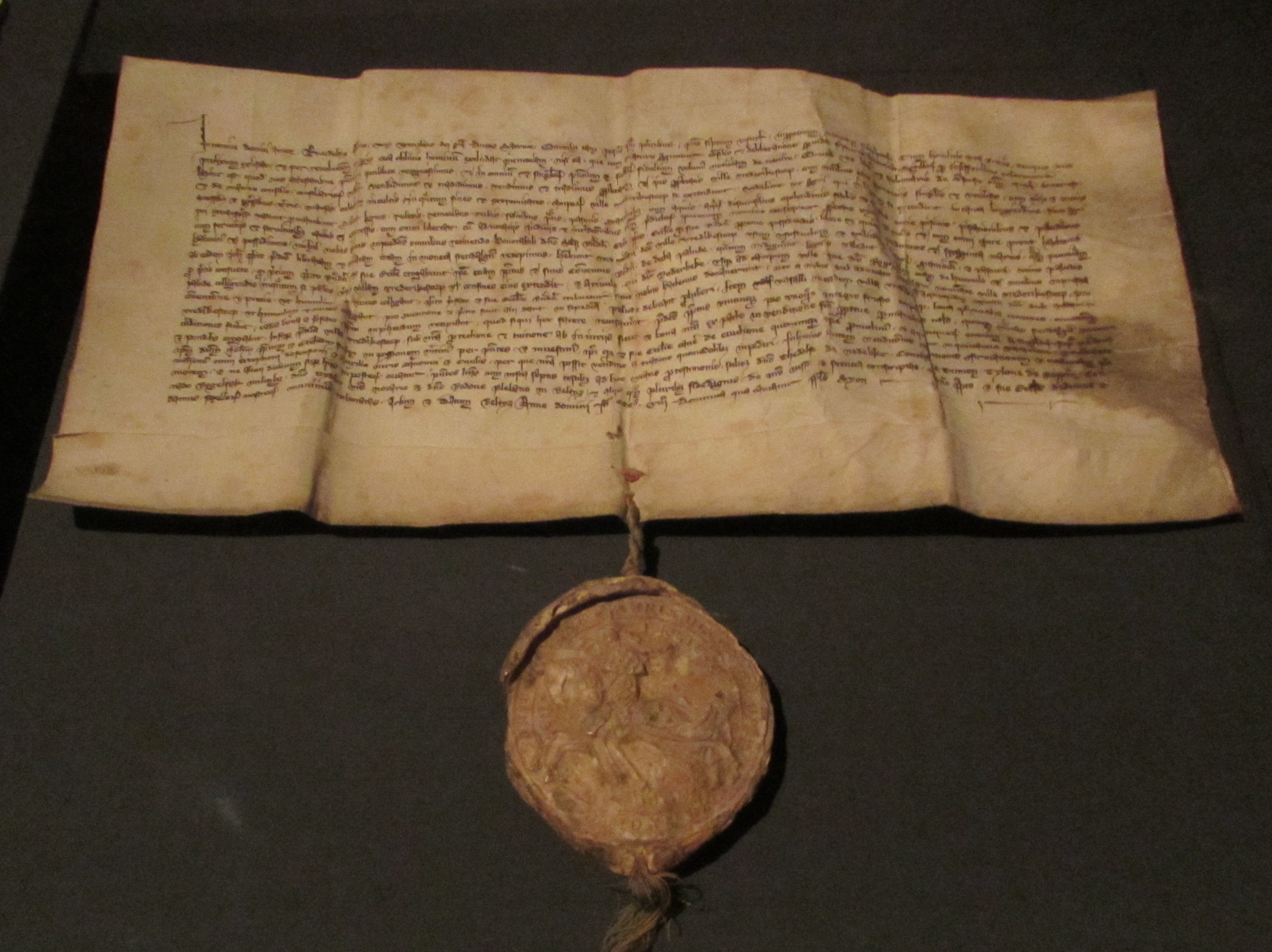
Die Verkaufsurkunde Fredersdorfs durch Albrecht und Wenzel von Sachsen an das Brandenburger Domkapitel, 9. Dezember 1313, Domstiftsarchiv Brandenburg

Bei der Burg Eisenhardt in der Kernstadt Bad Belzig lag mit einiger Sicherheit der Burgwall burgwardium belizi, der das Zentrum des slawischen Gaues Ploni aus dem 9. bis 11. Jahrhundert bildete und 997 erstmals urkundlich erwähnt ist. Auch Fredersdorf ist sehr wahrscheinlich slawisches Siedlungsgebiet gewesen, denn Reste eines Grabens und ovalen Ringwalls deuten auf den Standort einer ehemaligen slawischen Wallburg nordöstlich des Dorfes hin. 1157 gelang es dem ersten Markgrafen Albrecht dem Bären nach mehreren gescheiterten deutschen Versuchen in den Jahrhunderten zuvor, die Slawen mit dem Fürsten Jaxa von Köpenick an der Spitze entscheidend zu schlagen und die Mark Brandenburg zu gründen. Teilnehmer an der Belagerung der alten Residenz der Hevellerfürsten 1157 war laut Lutz Partenheimer möglicherweise Baderich von Jabilinze, der inzwischen mit dem Aufbau einer eigenen Herrschaft um die Burg Belzig im Fläming begonnen hatte und damit in Konkurrenz zu den Askaniern stand, auch wenn er sie 1157 unterstützt hatte. Die Region war also von Anfang an für Brandenburg konkurrierendes Gebiet, deren Besitz zwischen der Markgrafschaft Meißen, der Markgrafschaft Brandenburg und dem Erzbistum Magdeburg wechselte. Erst mit dem Wiener Kongress 1815 fielen Belzig und Fredersdorf endgültig an Preußen. Bis zu diesem Zeitpunkt bildeten die Landschaftswiesen die Grenze zwischen dem Königreich Sachsen und der Mark Brandenburg, die somit nördlich vor Fredersdorf lag.

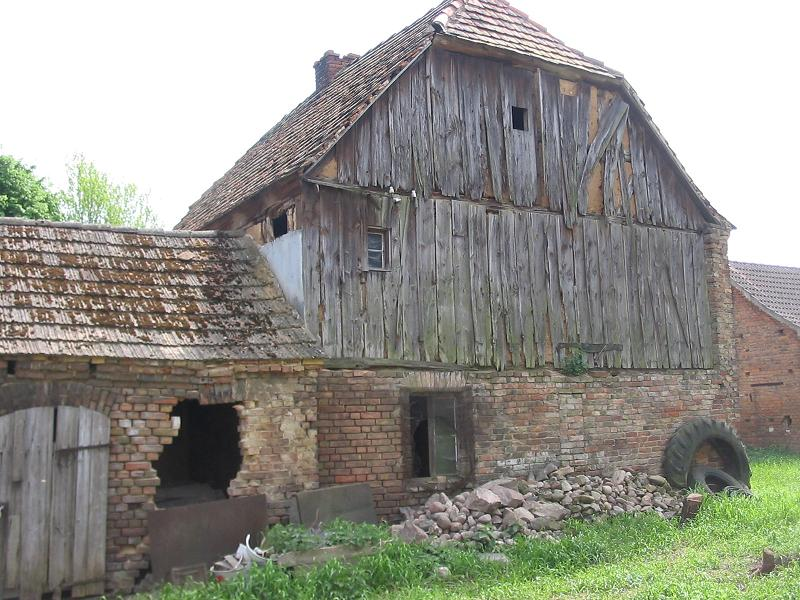
Alte Scheune in Fredersdorf

Fredersdorf gehörte zu den ersten Dörfern, die deutsche Siedler von den Slawen übernahmen oder neben alten slawischen Standorten neu gründeten, wie auch der frühe Bau der Dorfkirche zeigt. Für deren Bauzeit geben Historiker übereinstimmend eine Zeit zwischen 1260 und 1300 an. Im Jahr 1313 erfolgte die urkundliche Ersterwähnung des Dorfes als „ville Vrederikestorp“, die Reinhard E. Fischer als „Dorf des Friedrich“ deutet.

### Frühe Landzunge
Vor rund 21.000 Jahren hatte die Abflussbahn der Weichseleiszeit-Schmelzwasser das Baruther Urstromtal, in dem das Inlandeis seine maximale Ausdehnung nach Süden erreichte, ausgewaschen. Das Tal bildete lange ein sumpfiges, unzugängliches Gebiet, in dem die Bauern erste umfangreichere Rodungen der dichten Sumpfwälder und die Anlage eines ersten kleinräumigen Kanalsystems zur Entwässerung erst im 19. Jahrhundert durchführten. Die umfassenden engmaschigen Meliorationsmaßnahmen mit der Herausbildung der Belziger Landschaftswiesen, wie sie sich heute als geschütztes Gebiet darstellen, erfolgten in den 1970er Jahren. Dass Fredersdorf bereits zur Slawenzeit und gleich anschließend im Zuge der deutschen Ostkolonisation besiedelt war, weist darauf hin, dass sich hier früh eine trockene „Landzunge“ in das sumpfige Urstromtal hineinschob.

### Herrenhaus und Familie von Oppen

#### Gutshaus und Tagebuch
Das Herrenhaus derer von Oppen aus dem Jahr 1719 ist ein eingeschossiger breitgelagerter Putzbau. Unter einem Mansardwalmdach liegt ein siebenachsiger Kernbau, der 1748 um zwei symmetrische Seitenflügel ergänzt wurde. Der barocke Kern des ehemaligen Gutshauses blieb trotz der An- und Umbauten erhalten. Das Eingangsportal krönen zwei steinerne Vasen mit Gesichtern und Wappen. Ein weitläufiger Park am Rand zu den Belziger Landschaftswiesen umgibt das Haus. Beherbergte das Gemäuer noch im Jahr 2000 eine Touristenstation, war es 2006 komplett geräumt für eine grundlegende Restaurierung.

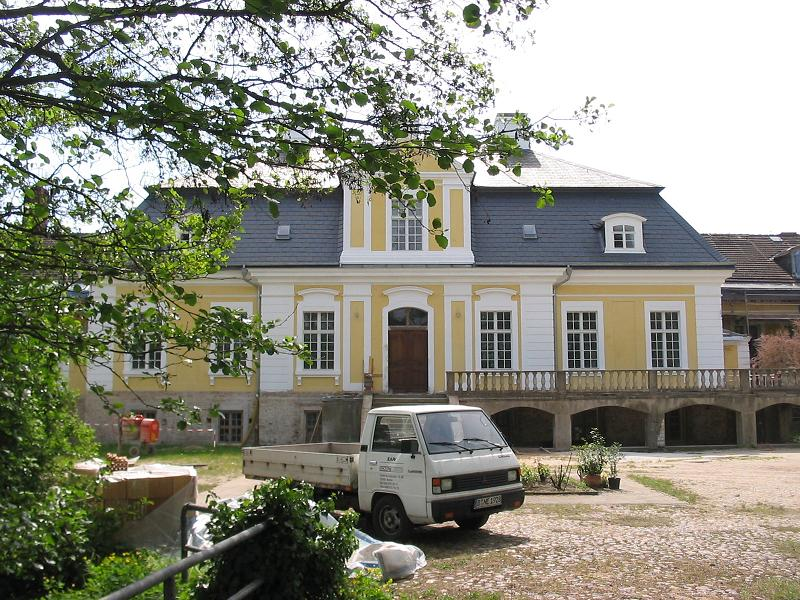
Herrenhaus von Oppen aus dem Jahr 1719

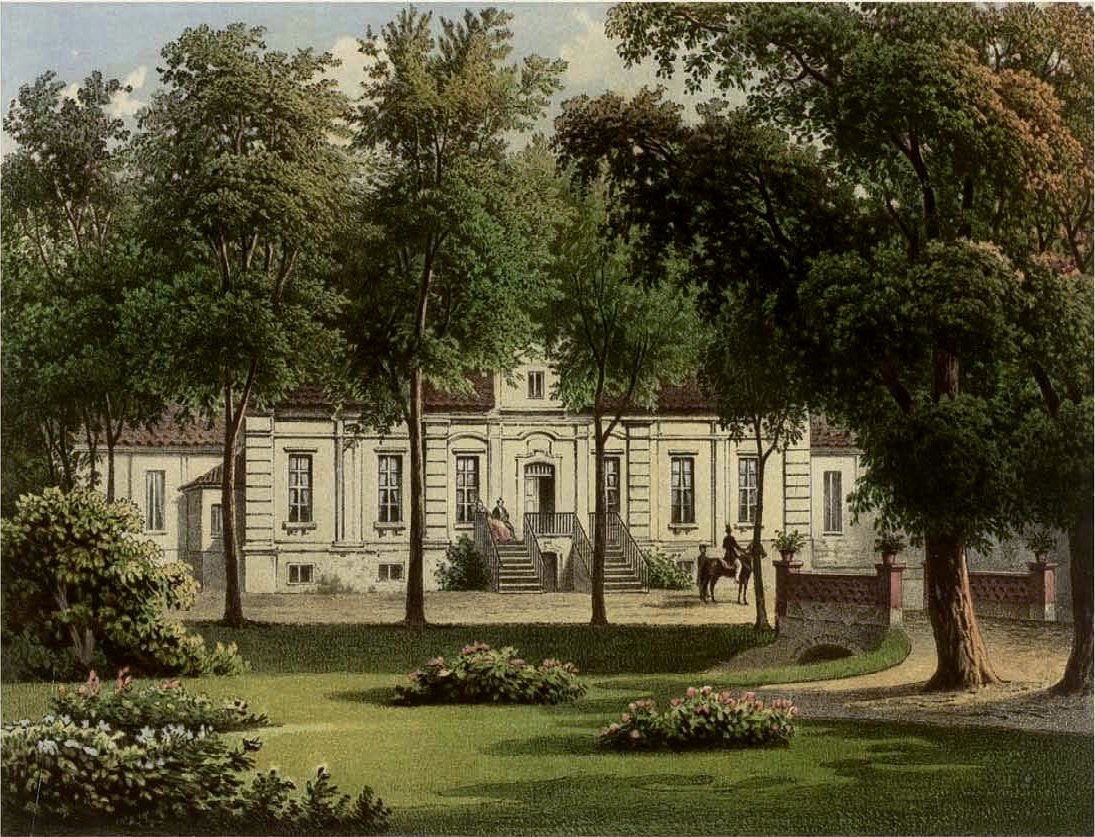
Rittergut Fredersdorf um 1863/64, Sammlung Alexander Duncker

Bauherr war im Jahr 1719 Ludwig von Oppen aus der alten märkischen Adelsfamilie von Oppen, die im Belziger Raum über Jahrhunderte ansässig war. Schon 1227 wurde auf der Burg Eisenhardt von sächsischer Seite ein Kastellan „von Oppen“ eingesetzt, der Grundherr auch der Niemegker Ländereien [war]. Sein Grundbesitz lag sowohl in Brandenburg als auch in Sachsen.
| Vasenskulptur auf dem Portal zum Fredersdorfer Herrenhaus |
| Vasenskulptur auf dem Portal zum Fredersdorfer Herrenhaus |

Bekanntes Mitglied der Familie ist vor allem der Kirchenpolitiker und wirtschaftliche Reformer Matthias von Oppen, der 1565 wenige Kilometer urstromtalaufwärts in Schlalach zur Welt kam, einem Dorf, das heute zur Gemeinde Mühlenfließ gehört. In der Mitte des 19. Jahrhunderts tauchte per Zufall das Tagebuch des späteren Halberstädter Domherrn und Dechhanten auf, das seither zu einer der wichtigsten Quellen Mitteldeutschlands für die Zeit vor dem Dreißigjährigen Krieg zählt. 
Seit allen Zeiten gehörte auch die im Kreis Jerichow I, also in der preußischen Provinz Sachsen, gelegene Gemarkung von Egelinde als Vorwerk zum Gutskomplex Fredersdorf. Im Jahr 1840 erhielten die Familien von Oppen und von Huldenberg-Neukirch die preußische Erlaubnis zur Namensvereinigung, 1859 in Form der Erstgeburt den Freiherrentitel. Vertreter auf Fredersdorf, Weitzgrund und Egelinde war Albert Freiherr von Oppen-Huldenberg. Erben wurde zunächst der ältere Sohn, Freiherr von Oppen-Huldenberg-Fredersdorf, dann sein Bruder der gut situierte Oberst Hans Matthias Freiherr von Oppen-Huldenberg (1852–1918), als Herr eines inzwischen gestifteten Familienfideikommiss. Seine Frau war Emmy von Schack, Tochter des Generalleutnants Karl von Schack.
Letzter Grundbesitzer wurde der Oberleutnant d. R. Hans-Carl Freiherr von Oppen-Huldenberg (1911–1943), respektive bis zur Bodenreform seine Witwe, eine geborene Gräfin Reichenbach mit den beiden Töchtern.

#### Kossenblatt
Auch außerhalb des Belziger Raums war die Familie aktiv. So berichtet beispielsweise Theodor Fontane im Band 2 „Oderland“ der Wanderungen durch die Mark Brandenburg, dass 1581 der brandenburgische Oberkammerherr Georg von Oppen in Besitz des Herrenhauses von Kossenblatt kam. Kossenblatt verblieb drei Generationen bei der Familie von Oppen. Bis 1699 bewohnte sie dort das „alte Herrenhaus“, bevor Hans Albrecht von Barfus das Haus kaufte und zum Schloss umbaute. Das Dorf Kossenblatt gehört heute zur Gemeinde Tauche bei der Stadt Beeskow. Auch dieser Landstrich wechselte mehrfach den Besitz zwischen Meißen, Brandenburg und Sachsen und gehörte im Mittelalter zur Niederlausitz.

#### Patronatsloge und der Bismarck von Adlershof
In der Fredersdorfer Dorfkirche ließen die von Oppens eine repräsentative, verglaste Patronatsloge anlegen, die ihre Herrschaft deutlich unterstrich. Die Loge ist noch heute vorhanden und nimmt die gesamte Breite des Schiffes ein. Das Patronat ging später an die Familie Oppen von Huldenberg, die es bis 1945 ausübte. Dieser Familienzweig ist vor allem bekannt durch den Berliner Rittmeister und Kommunalpolitiker Hans Ludwig Waldemar Oppen von Huldenberg (1837–1901), der im Volksmund „Bismarck von Adlershof“ hieß. Denn der letzte Grundbesitzer Adlershofs (per Heirat) hatte in seiner Zeit als Amtsvorsteher auch die Polizeigewalt inne und machte aus seiner Gegnerschaft gegen die Sozialdemokratie keinen Hehl. Im Berlin-Treptower Ortsteil Adlershof gab es bis 1962 den nach ihm benannten „Oppenplatz“ und die „Oppenstraße“, die heutige Otto-Franke-Straße.

### Eingemeindung
Fredersdorf wurde am 31. Dezember 2002 nach (Bad) Belzig eingemeindet.

## Naturräumliche Lage und Wirtschaft

### Belziger Landschaftswiesen
Hinter der Dorfkirche führt ein Weg in die Landschaftswiesen und zum schnellfließenden Belziger/Fredersdorfer Bach, der den Naturraum in seiner Vielfalt fast idealtypisch erschließt. Zum Betreten des bald folgenden Europäischen Vogelschutzgebietes, das sich dem besonderen Schutz der besonders gefährdeten Großtrappe (Otis Trada) verschrieben hat, ist eine Genehmigung erforderlich. Die Chance, den früher auch als Märkischen Strauß bezeichneten Vogel aus der Nähe zu Gesicht zu bekommen, ist allerdings nicht allzu groß, da der äußerst scheue Wiesenbrüter über eine große Fluchtdistanz verfügt, die ihn Menschen wahrnehmen lässt, lange bevor dieser ihn bemerkt. Im Jägerlatein haben die Trappen daher auf jeder Feder ein Auge.
Westlich des Dorfes gibt es einen stillgelegten Bahnhof der eingleisigen Brandenburgischen Städtebahn, die zwischen 1904 und 1962 Treuenbrietzen über Belzig und Rathenow mit Neustadt (Dosse) verband. Weitere 41 Jahre hielten in Fredersdorf Züge, die auf der Teilstrecke zwischen Belzig und Brandenburg an der Havel verkehrten. Dieser Streckenteil wurde im Dezember 2003 eingestellt.

### Tourismus, Mühle und Bettenrennen
Im Ort bildet der Belziger/Fredersdorfer Bach einen typischen Mühlbach, der gelegentlich noch heute das innenliegende Wasserrad der Fredersdorfer Wassermühle zur Futterschroterei antreibt. Die gut und vollständig erhaltene Mühle verfügt über einen „Turbinenantrieb für zwei Walzenstühle, Mahl- und Schrotgang, Plansichter, Quetsche [und eine] stehende Mischmaschine (vollständige MIAG-Anlage)“. Die Anlage ist stillgelegt und wird nur noch zu Vorführungen wie zum Beispiel am Deutschen Mühlentag teilweise in Betrieb genommen.
Wie viele Betriebe in den Dörfern an den Belziger Landschaftswiesen und im Naturpark Hoher Fläming nimmt auch die historische Mühle am touristischen Aufschwung teil, den der Naturraum und seine gezielte Vermarktung der Region zunehmend beschert. Die Müllerfamilie richtete auf dem Gelände eine Pension mit einer Gaststätte ein. Die Anlage und die Mühlentechnik führt sie nach Absprache und telefonischer Anmeldung vor.
Zu einer touristischen Attraktion des Dorfes hatte sich das skurrile „Bettenrennen“ entwickelt, das von 1989 bis 2008 alljährlich am Pfingstsonntag stattfand. Hier konkurrierten muskel- oder motorbetriebene Bettgestelle auf dem Fredersdorfer Sportplatz um die Gunst des Publikums. Je ausgefallener, bunter und kreativer die Konstruktion ausfiel, desto höher war ihre Gewinnchance. Einige Bett-Wagen waren derart hergerichtet, dass sie an Motivwagen bei Karnevalsumzügen erinnerten. Beim Rennen 2006 erwies sich das Beelitzer Hexenbett mit rund 10-köpfiger Besatzung als siegreiche Schlafmütze. Eingeleitet wurde das traditionelle und zum Kult ernannte Volksfest mit dem Bettenball am Pfingstsamstag, dessen Besuch nur in Schlafsachen und entsprechenden Kostümierungen erlaubt war.

### Landwirtschaft im Vertragsnaturschutz

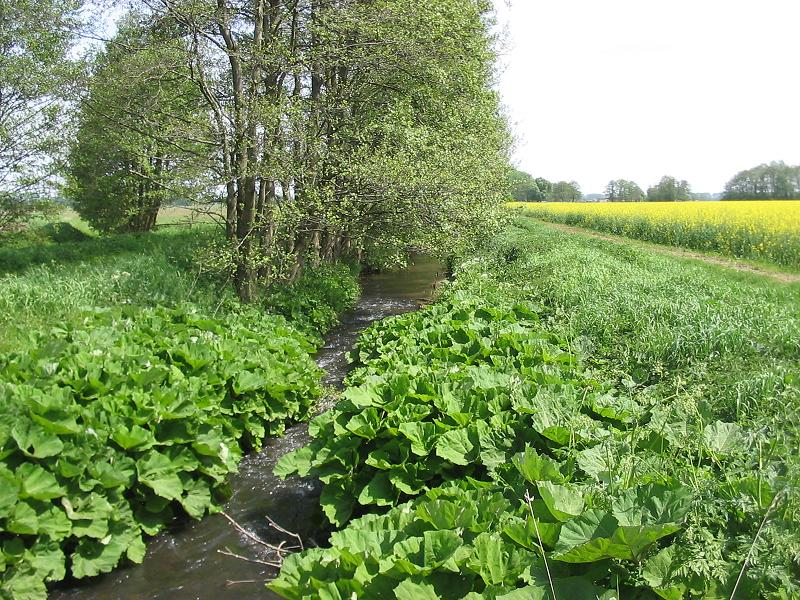
Rapsfeld in den Landschaftswiesen am Belzig/Fredersdorfer Bach

Die traditionelle Wirtschaftsform des kleinen Dorfes ist die Landwirtschaft, die auch heute das Wirtschaftsleben bestimmt. Die besondere naturräumliche Lage des Ortes führt dabei zu einer spezifischen Ausprägung der Landwirtschaft, die von ihrer Einbindung in die Naturschutzverordnung Belziger Landschaftswiesen unter dem Begriff des Vertragsnaturschutzes gekennzeichnet ist.
Von den 2.461 Hektar der Naturschutzfläche steht etwas mehr als die Hälfte der landwirtschaftlichen Nutzung für den Ackerbau, als Viehweide und für die Heugewinnung zur Verfügung. Dabei werden die wirtschaftlichen Interessen mit den Anforderungen des Naturschutzes in Einklang gebracht, indem beispielsweise diese Fläche nochmals in drei Zonen mit unterschiedlichen Nutzungsbeschränkungen unterteilt ist. Die Ackerflächen wiederum sind zum Teil im Rückgriff auf die mittelalterliche Mehrfelderwirtschaft mit wechselnden Streifen Getreide, Erbsen, Lupinen, Raps, Klee und Kartoffeln angelegt, weil das daraus entstehende Mosaik aus Rotations- und Dauerbrachen den Großtrappen die ökologisch erforderlichen Brut- und Nahrungsflächen bietet (vergleiche ausführlich Belziger Landschaftswiesen, Kapitel „Naturschutz als Interessenmanagement“ sowie „Wiesen- und Landschaftspflege“).

## Politik

### Wappen
| Wappen von Fredersdorf | Blasonierung: „Über silbernem Schildfuß mit einem vierblättrigen, bestielten, grünen Kleeblatt; in Rot ein silbernes Gebäude mit Mittelgiebel, darin über einer rundbogigen schwarzen Türe ein ebensolches Giebelfenster, aus dessen linker Stirnseite ein Stock mit silberner Kugel ragt, ist grün bedacht, darauf rechts eine silberne Kugel mit Spitze, dahinter links ein silberner Kirchturm mit eingeknicktem Spitzdach und Knauf.“ |
| Wappen von Fredersdorf | Das Wappen wurde am 19. Mai 1995 durch das Ministerium des Innern genehmigt. |

### Flagge
Zeitgleich zum Wappen wurde der ehemaligen Gemeinde eine Flagge genehmigt und wird wie folgt beschrieben:
„Die Flagge ist Rot - Weiß - Grün (1:1:1) gestreift und mittig, in die Randstreifen übergreifend, mit dem weiß bordierten Ortswappen belegt“.

## Feldsteinkirche

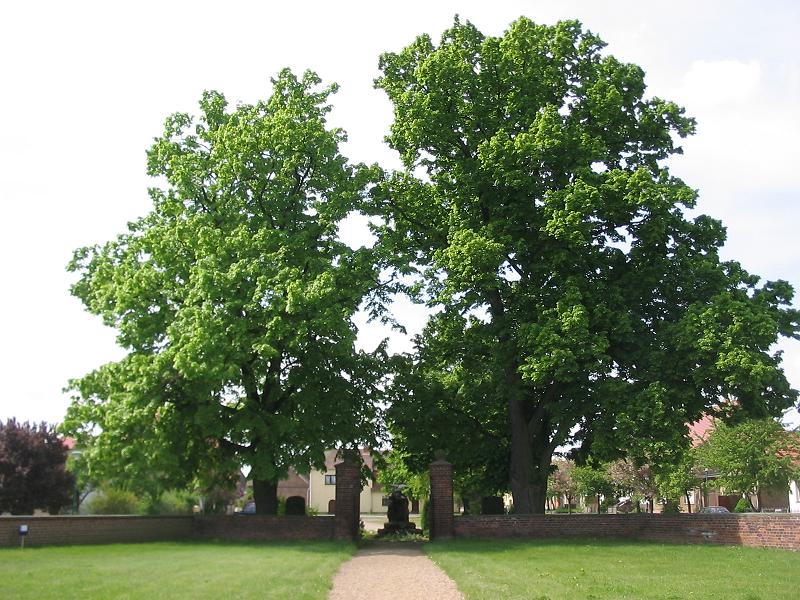
Eingang zum Kirchplatz

Der Feldsteinbau aus der zweiten Hälfte des 13. Jahrhunderts weist im Verhältnis zur Breite eine ungewöhnliche Länge auf, die auf einen späteren östlichen Gruftanbau mit der darüberliegenden Herrschaftsloge zurückgeht. Der Ursprungsbau hatte laut Engeser/Stehr eine Länge von 20,50 Metern und eine Breite von 9,85 Metern. Heute stellt sich das nahezu exakt Ost-West ausgerichtete Gotteshaus als Rechteckkirche mit später angebautem, stark eingezogenem, quadratischem Westturm und einer Verlängerung in Schiffsbreite nach Osten dar. Während der ursprüngliche Bau aus Feldsteinen besteht, sind die Verlängerung und die höheren Turmteile aus Backstein gemauert. Der heutige Turm stammt aus dem Jahr 1859 und ist auf einem Feldsteinfundament errichtet, das vom Vorgängerturm stammt.
Ursprüngliche Öffnungen sind bis auf zwei zugesetzte Fenster nicht erhalten. Neben zwei Hochrechteckfenstern an der Ostseite bestimmen je vier große Rundbogenfenster die beiden Seiten des Schiffs auf der Süd- beziehungsweise Nordseite. Das Dach weist am Westgiebel nördlich und südlich des Turms zinnenartige Zierblenden aus Backstein auf, die an die Bauweise der Zisterzienser erinnern, die seit 1180 nur wenige Kilometer entfernt jenseits des Urstromtals im Kloster Lehnin in der Zauche saßen und die Siedlungspolitik der askanischen Landesherren missionierend, ackerbauend und lehrend flankierten. Das Dach des Schiffes decken Biberschwanzziegel.
Vom reich ausgestatteten Innenbereich heben Engeser/Stehr den Altaraufsatz aus der Spätrenaissance besonders hervor. Im Westen und Süden liegen zwei Emporen, dabei ist die Westempore zweigeschossig. Darüber hinaus prägt die verglaste herrschaftliche Patronatsloge das Bild, die über dem Gruftanbau untergebracht ist. Laut Dehio befindet sich an der Südwand ein hölzerner Totenschild für H.F. von Oppen († 1677). Die Gruft ist seit 1959/1960 geräumt und dient als Lagerraum für Geräte und Heizmaterial. Bei Reparaturarbeiten an der beschädigten Orgel in der Potsdamer Orgelwerkstatt Schuke stellte sich 1972 heraus, dass die Orgel von dem Wittenberger Universitätsorgelbauer Johann Ephraim Hübner und aus den Jahren 1770/1780 stammt. Es zeigte sich ferner, dass der Treuenbrietzener Orgelbauer Johann Friedrich Turley 1837/1838 ein Pedalregister anbaute.

## Verkehr
Der öffentliche Personennahverkehr wird unter anderem durch den PlusBus des Verkehrsverbund Berlin-Brandenburg erbracht. Folgende Verbindungen führen, betrieben von der Regiobus Potsdam-Mittelmark, durch Fredersdorf:
- Linie 580: Bad Belzig ↔ Fredersdorf ↔ Golzow ↔ Lehnin ↔ Werder ↔ Potsdam
- Linie 581: Bad Belzig ↔ Fredersdorf ↔ Golzow ↔ Lehnin ↔ Brandenburg